# ENTAC

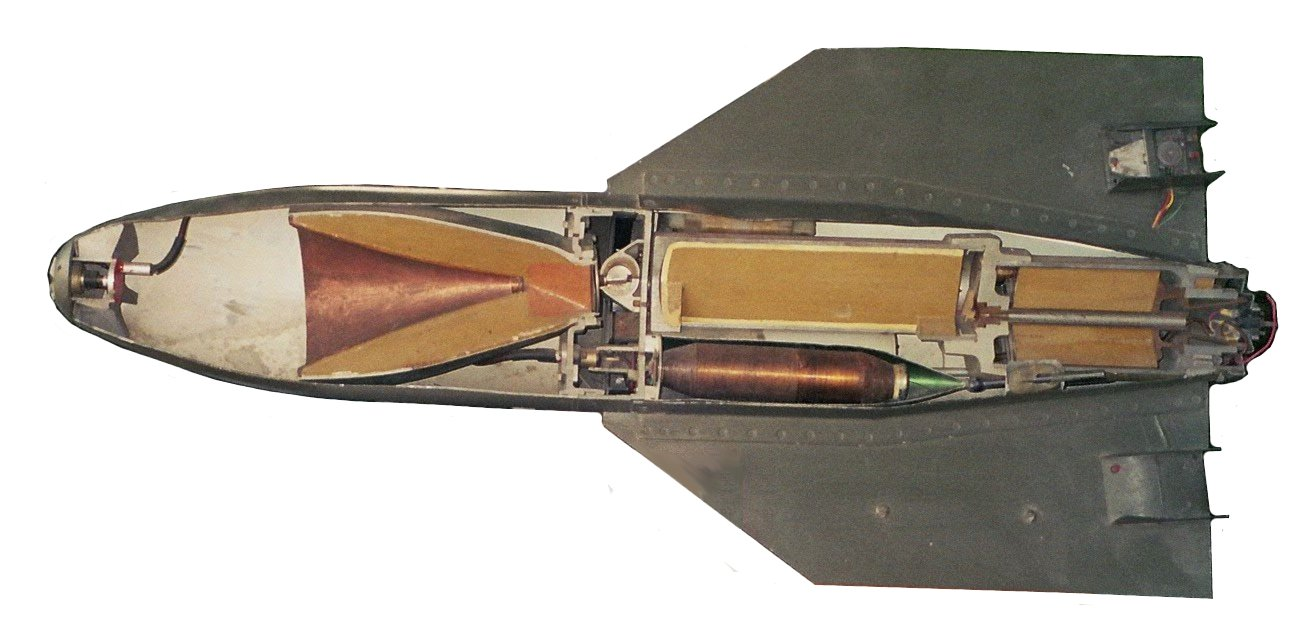
Corte longitudinal de um ENTAC

ENTAC (ENgin Téléguidé Anti-Char) ou MGM-32A foi um míssil antitanque francês guiado por fio-guia MCLOS. Desenvolvido no início da década de 1950, a arma entrou em serviço com o exército francês em 1957. A produção terminou em 1974, depois que cerca de 140.000 tinham sido construídos.

## Desenvolvimento

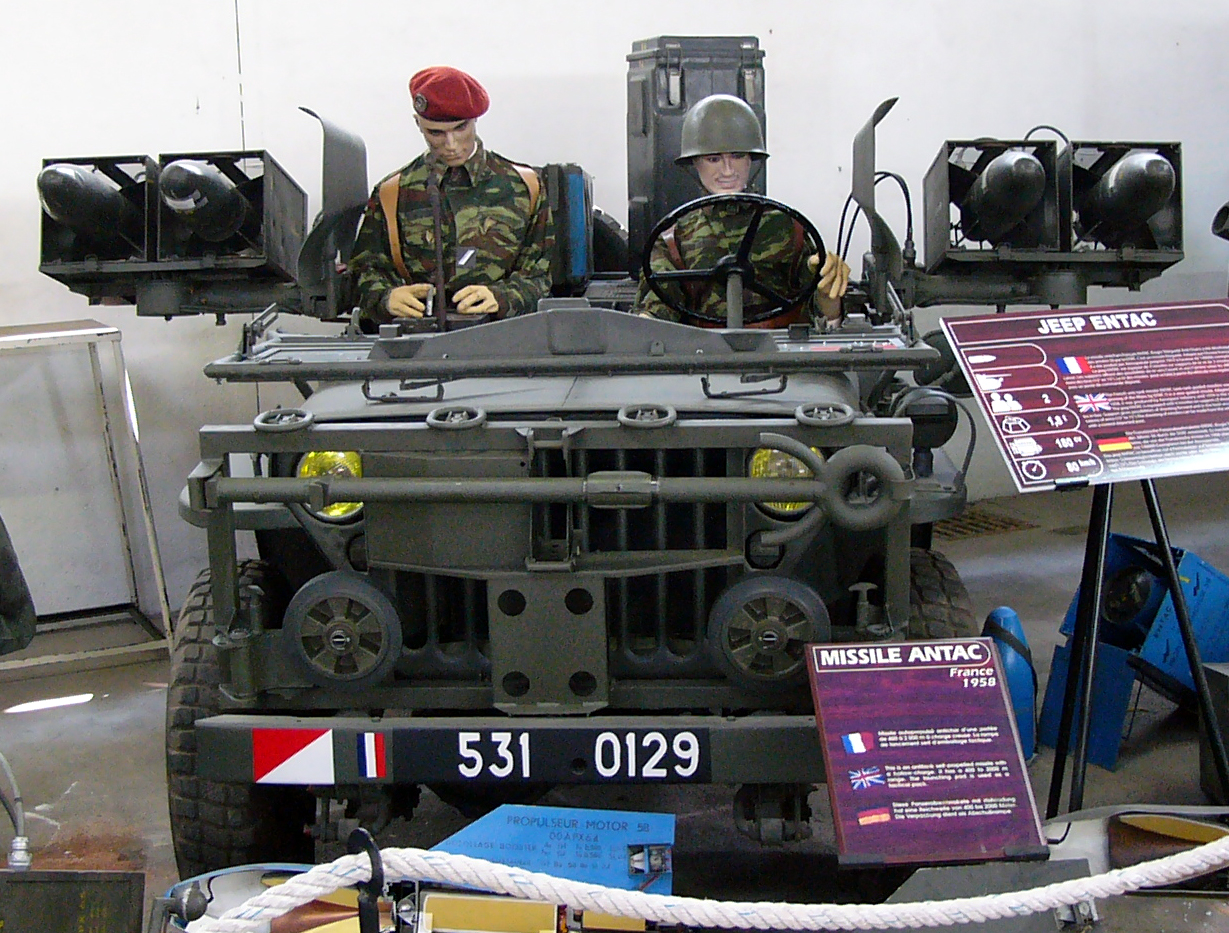
French Hotchkiss M201 com 4 mísseis ENTAC

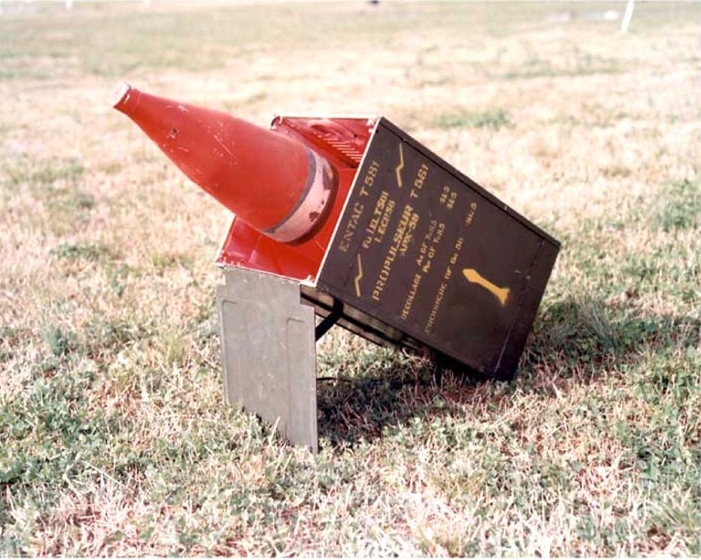
ENTAC Model 58 no Redstone testing facility, Estados Unidos, 29de março de 1961

O míssil foi desenvolvido pela agência do governo francês DTAT (Direction Technique des Armements Terrestres), ao mesmo tempo que o SS.10 projetado pela indústria privada. O tempo de desenvolvimento para o ENTAC era maior do que a SS.10, de forma que não entrou em serviço até  1957. Ele provou ser uma grande melhoria sobre a SS.10, que tinha entrado em produção cinco anos antes. Uma vez totalmente desenvolvido e testado, a produção do ENTAC foi dada para a empresa Aerospatiale. O ENTAC foi projetado para ser um portável por soldados ou operado a partir de um veículo pequeno, como o Jeep, substituindo o Nord SS.10 em serviço francês.

## Modelos
- ENTAC / MGM-32A

## Operadores

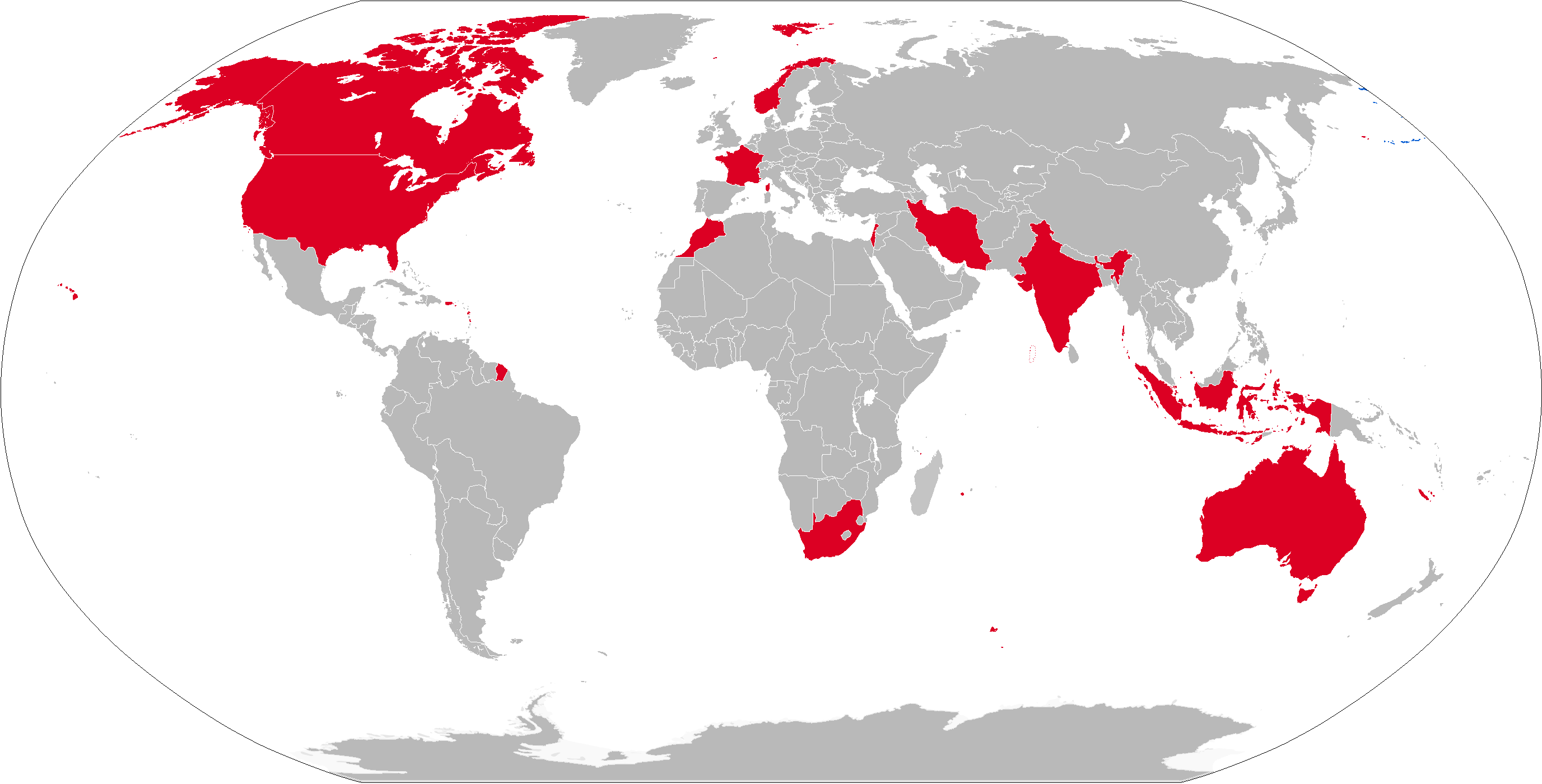
Mapa com os operadores do ENTAC em vermelho

### Ex-operadores
- Austrália - cerca de 500 ordenados em 1962 e entregues em 1963-64. Serviram entre 1964–1982, sendo substituídos pelo MILAN.[1]
- Bélgica - cerca de 2.500 ordenados em 1961 e entregues em 1961-66 para o AMX-VCI.
- Canadá - ordenados em 1959 e 2.000 entregues em 1960-1963.
- França - Implantados em serviço em 1957.
- Índia - cerca de 2 000 ordenados em 1967 e entregues entre 1968-71. Substituídos pelo MILAN m 1982.
- Irão - cerca de 2.000 ordenados em 1966 e entregues em 1966-69.
- Indonésia - cerca de 500 ordenados em 1962 e entregues em 1963-64.
- Israel - cerca de 1,000 ordenados em 1962 e entregues em 1963-64.
- Líbano - cerca de 200 adquiridos em 1967 depois de serem ordenados em 1966.
- Marrocos - cerca de 500 ordenados em 1972 e entregues em 1973 to 1974. Suplantados pelo BGM-71 TOW a partir de cerca de 1977.[2]
- Noruega - cerca de 1.000 ordenados em 1965 e adquiridos 1966-1968.
- África do Sul - cerca de 500 adquiridos em 1969. Suplementados pelo MILAN a partir de 1975 e depois retirados de serviço.[3]
- Estados Unidos - Adquiridos como MGM-32A em 1963. Substituídos pelo BGM-71 TOW entre 1968 e 1969 e transferidos para unidades da Guarda Nacional antes de serem retirados de serviço completamente em 20 de etembro de 1972.[4]
- UNITA - presumidamente adquiridos de estoques da África do Sul.[5]